# Cryptophagus parallelus
Cryptophagus parallelus är en skalbaggsart som beskrevs av Brisout de Barneville 1863. Cryptophagus parallelus ingår i släktet Cryptophagus, och familjen fuktbaggar. Arten är reproducerande i Sverige.